# Bengalia indipyga
Bengalia indipyga är en tvåvingeart som först beskrevs av Andy Z. Lehrer 2005.  Bengalia indipyga ingår i släktet Bengalia och familjen spyflugor. Inga underarter finns listade i Catalogue of Life.